# 潘家村城址
潘家村城址，位于中国吉林省梨树县榆树台镇董家乡潘家村，为一个省级文物保护单位，类型为古城址，公布时间为2007年5月31日。该文物保护单位由梨树县文管所管理。
潘家村城址的历史年代为金代。